# Lepidagathis eriocephala
Lepidagathis eriocephala är en akantusväxtart som beskrevs av Gustav Lindau. Lepidagathis eriocephala ingår i släktet Lepidagathis och familjen akantusväxter. Inga underarter finns listade i Catalogue of Life.